# Радомир (Болгарія)
Ра́домир (болг. Радомир) — місто в Перницькій області Болгарії. Адміністративний центр общини Радомир.

## Населення
За даними перепису населення 2011 року у місті проживали 14 494 особи.
Національний склад населення міста:
| Національність   | Кількість осіб | Відсоток |
| ---------------- | -------------- | -------- |
| болгари          | 12403          | 92,4%    |
| цигани           | 866            | 6,5%     |
| турки            | 27             | 0,2%     |
| інша             | 22             | 0,2%     |
| не визначились   | 107            | 0,8%     |
| Всього відповіли | 13425          |          |

Розподіл населення за віком у 2011 році:
Динаміка населення:

## Відомі особистості
В поселенні народився:
- Ванцеті Василев (* 1945) — болгарський хімік і письменник.